# Anna Marzec
Anna Maria Marzec (ur. 10 marca 1930 w Kopyczyńcach, zm. 13 marca 2021) – profesor nauk chemicznych specjalizująca się w chemii paliw kopalnych, szczególnie węgla.

## Życiorys
W 1956 ukończyła studia na Wydziale Chemicznym Politechniki Śląskiej w Gliwicach. W 1962 obroniła doktorat, a w 1968 uzyskała, również na Wydziale Chemii Politechniki Śląskiej, stopień doktora habilitowanego za pracę pt. „Próba zdefiniowania i oznaczenia stopnia przeobrażenia rop naftowych”. W roku 1976 uzyskała tytuł profesora nadzwyczajnego nauk chemicznych, a w roku 1990 tytuł profesora zwyczajnego.
Jej ojcem był Jan Pawłowski, wiceprezydent Tarnopola i poseł na Sejm II RP (1938–1939).

## Praca
W latach 1954–1968 pracowała na stanowisku asystenta i adiunkta w Katedrze Technologii Nafty i Paliw Płynnych Politechniki Śląskiej. W latach 1969–2005 była kierownikiem Pracowni Chemii i Fizykochemii Węgla w utworzonym przez prof. Włodzimierza Kisielowa Zakładzie Petro- i Karbochemii PAN w Gliwicach (obecnie wchodzącym w skład Centrum Materiałów Polimerowych i Węglowych PAN). W latach 1975–1984 była również zastępcą dyrektora ds. naukowych tego zakładu.
Zajmowała się chemią i geochemią ropy naftowej oraz chemii węgla. Badała metody otrzymywania paliw płynnych z węgla.
Jest autorką ponad 100 publikacji naukowych w czasopismach z listy filadelfijskiej.
Od roku 1998 publikuje artykuły popularnonaukowe dotyczące światowej emisji CO2 do atmosfery, produkcji energii, wykorzystywania różnych surowców energetycznych oraz klimatycznych konsekwencji tej emisji.

## Wybrane publikacje
- Anna Marzec. Macromolecular and molecular model of coal structure. „Fuel Processing Technology”. 14, s. 39-46, 1986. DOI: 10.1016/0378-3820(86)90006-8.
- Anna Marzec. Jakość powietrza w miastach Europy. „Przegląd Komunalny”. 3/2011, s. 30-32, 2011.